# غيانوس العربي
غيانوس العربي كان سفسطائيًا ونحويًا وخطيبًا من أصل عربي، في أوائل القرن الثالث الميلادي في العصر الروماني. عاش في عهد الإمبراطور ماكسيمينوس (235-238) وجورديان الثالث (238-244).
وُلِد في مقاطعة البتراء العربية الرومانية. وُصِف غيانوس بأنه أحد طلاب أبسينيس السفسطائي، وهو من سكان جدارا. عمل نحويًا وخطيبًا في بيروتة (بيروت حاليًا)، حيث كانت وقتها مُجتمعًا من اليونانيين والعرب.
كانت معظم أعمال غيانوس باللغة اليونانية؛ فقد كتب عملًا اسمه "في البناء" في خمسة كتب ، وعملًا آخر اسمه "فن الخطابة" وعملًا باسم "الخطابة".